# Marten Klasema
Marten Klasema (Drachten, 12 mei 1912 - Leersum, 1 november 1974) was een Nederlandse atleet en hoofd van de dienst Zuiderzeewerken. Na de HBS in zijn geboorteplaats doorlopen te hebben, vertrok hij in naar Delft om daar aan de Technische Hogeschool waterbouw te studeren. 

## Beroepscarrière
Na zijn studie kwam Klasema in 1937 in dienst bij het Waterloopkundig Laboratorium in Delft. Een jaar later trad hij in dienst bij de afdeling dijkbouw van de Zuiderzeewerken., eerst in Den Haag, later in Kampen, Uk en Enkhuizen. Hij had een belangrijk aandeel bij het herstel van de door oorlogshandelingen vernielde Wieringermeerdijk in 1945 en het dijkherstel op Schouwen-Duiveland in 1953. Via hoofd van de afdeling dijkbouw (1956), hoofdingenieur-directeur, hoofd van de afdeling Inrichting IJsselmeerpolders, werd hij in 1967 benoemd tot hoofd van de Dienst der Zuiderzeewerken als opvolger van F.L. van der Bom. Deze functie werd van 1972 tot 1975 waargenomen door J. Middelburg en in 1975 overgedragen aan W.F. Hooning.
Klasema was internationaal erkend als deskundige op het gebied van de dijkbouw.

## Sport
Klasema was zeer sportief. In zijn geboorteplaats speelde hij in het elftal van VV Drachten, in zijn studententijd maakte hij deel uit van het elftal van DSV Concordia in Delft.
Bovendien was hij een uitstekend atleet. Hij was lid van de Haagse atletiekvereniging Vlug en Lenig en blonk met name uit op de nummers ver- en hink-stap-springen. Voor beide onderdelen werd hij uitgezonden naar de Olympische Spelen van 1936 in Berlijn. Op het eerste nummer werd hij in de kwalificatieronde uitgeschakeld, omdat hij de eis van 7,15 m niet haalde; bij het hink-stap-springen behaalde hij met een PR-prestatie van 14,55 een vijftiende plaats.
Klasema veroverde in de atletieksport geen nationale titels. Daartoe was op zijn favoriete nummer, het hink-stap-springen, in zijn tijd de overheersing van Wim Peters, die om principiële redenen afwezig was in Berlijn, te groot.
Marten Klasema was ook een goede schaatser. Hij nam vier keer deel aan de Elfstedentocht.
Hij overleed op 1 november 1974 op 62-jarige leeftijd.

## Onderscheidingen
Voor zijn grote verdiensten in binnen- en buitenland werd hij benoemd tot Ridder in de Orde van de Nederlandse Leeuw en commandeur in de Orde van de Finse Leeuw.

## Persoonlijke records
| Onderdeel          | Prestatie | Datum           | Plaats  |
| ------------------ | --------- | --------------- | ------- |
| verspringen        | 7,285 m   | 1936            |         |
| hoogspringen       | 1,83 m    | 1933            |         |
| hink-stap-springen | 14,55 m   | 6 augustus 1936 | Berlijn |

- International Standard Name Identifier: 0000 0003 9431 5902
- Nederlandse Thesaurus van Auteursnamen: 241578523
- Virtual International Authority File: 288773272
- WorldCat: E39PBJvMDP3RcBkFhyW4dJb68C